# Сен-Майё
Сен-Майё (фр. Saint-Mayeux, брет. Sant-Vaeg) — коммуна во Франции, находится в регионе Бретань. Департамент — Кот-д’Армор. Входит в состав кантона Мюр-де-Бретань. Округ коммуны — Сен-Бриё.
Код INSEE коммуны — 22316.

## География
Коммуна расположена приблизительно в 400 км к западу от Парижа, в 100 км западнее Ренна, в 34 км к юго-западу от Сен-Бриё.

## Население
Население коммуны на 2016 год составляло 469 человек.
| 1962 | 1968 | 1975 | 1982 | 1990 | 1999 | 2008 | 2016 |
| ---- | ---- | ---- | ---- | ---- | ---- | ---- | ---- |
| 839  | 874  | 773  | 664  | 539  | 484  | 540  | 469  |

## Экономика
В 2007 году среди 293 человек в трудоспособном возрасте (15—64 лет) 196 были экономически активными, 97 — неактивными (показатель активности — 66,9 %, в 1999 году было 65,1 %). Из 196 активных работали 170 человек (93 мужчины и 77 женщин), безработных было 26 (10 мужчин и 16 женщин). Среди 97 неактивных 21 человек были учениками или студентами, 49 — пенсионерами, 27 были неактивными по другим причинам.

## Достопримечательности
- Церковь Сен-Майё и крест на кладбище (XVI—XVII века). Исторический памятник с 1926 года[3]
- Часовня Сен-Морис
  - Алтарь, запрестольный образ (XVIII век). Исторический памятник с 1982 года[4]
  - Амвон с изображением 12 апостолов (XVIII век). Исторический памятник с 1982 года[5]

## Фотогалерея

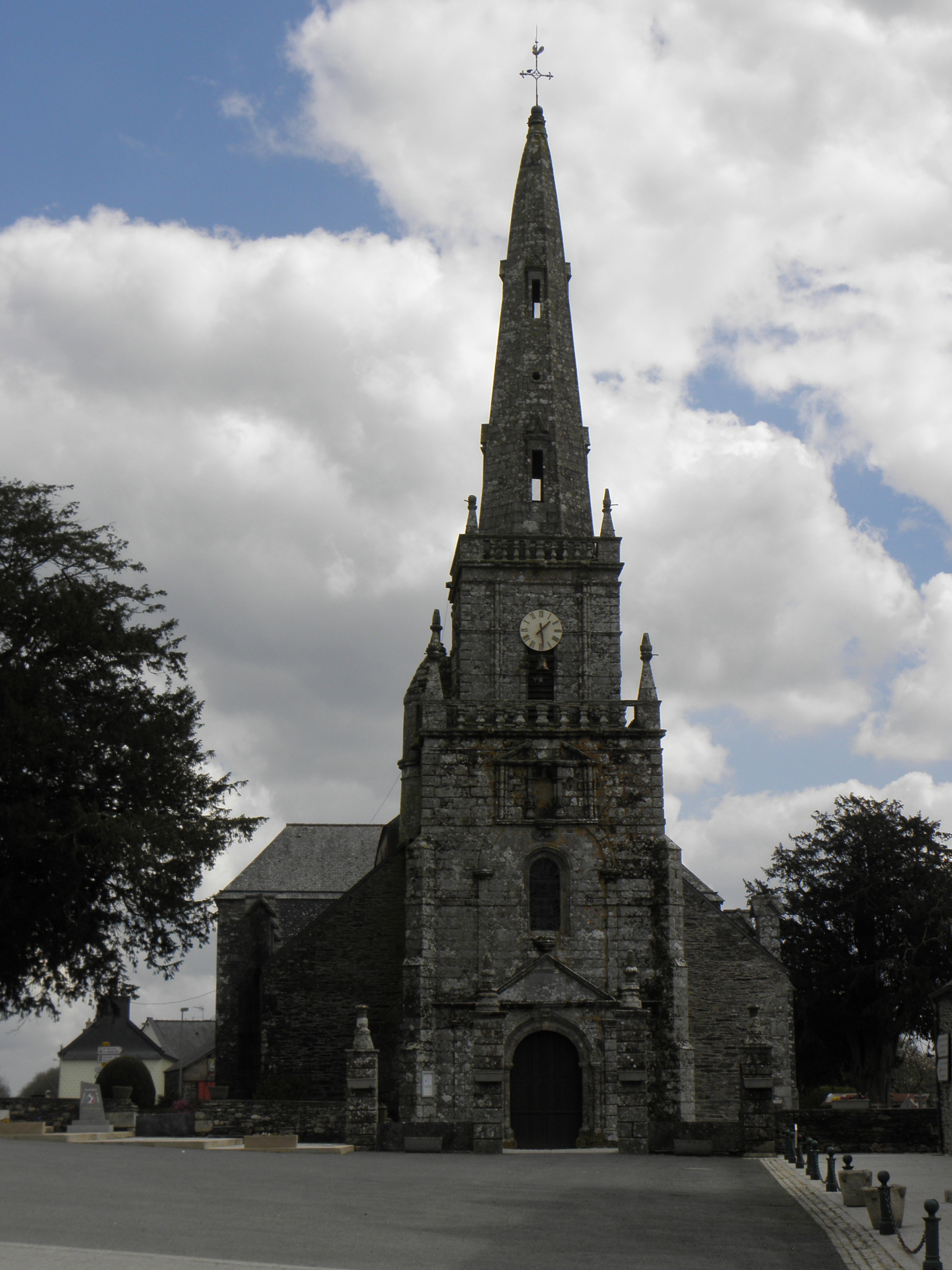
Церковь Сен-Майё
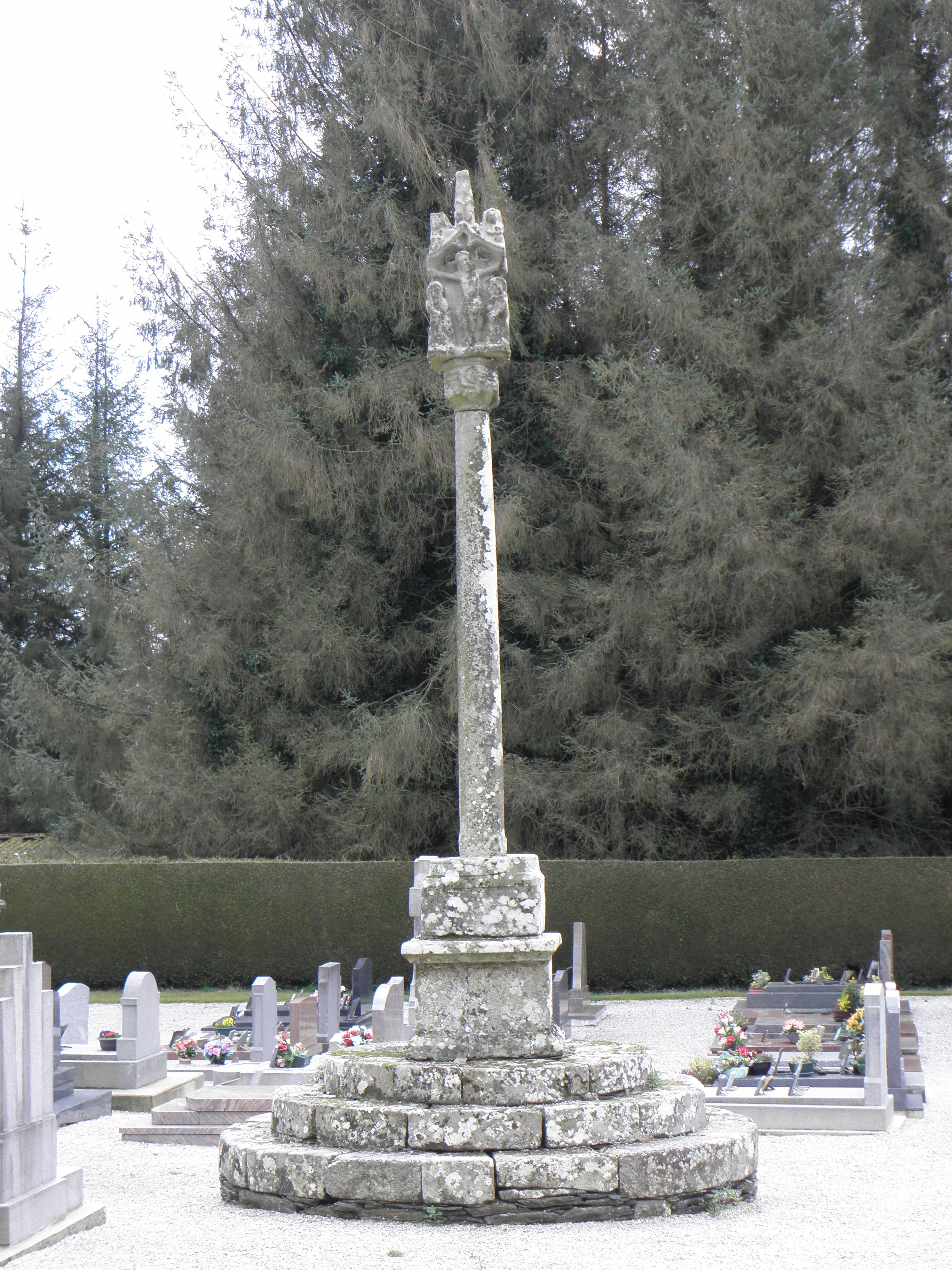
Крест на кладбище
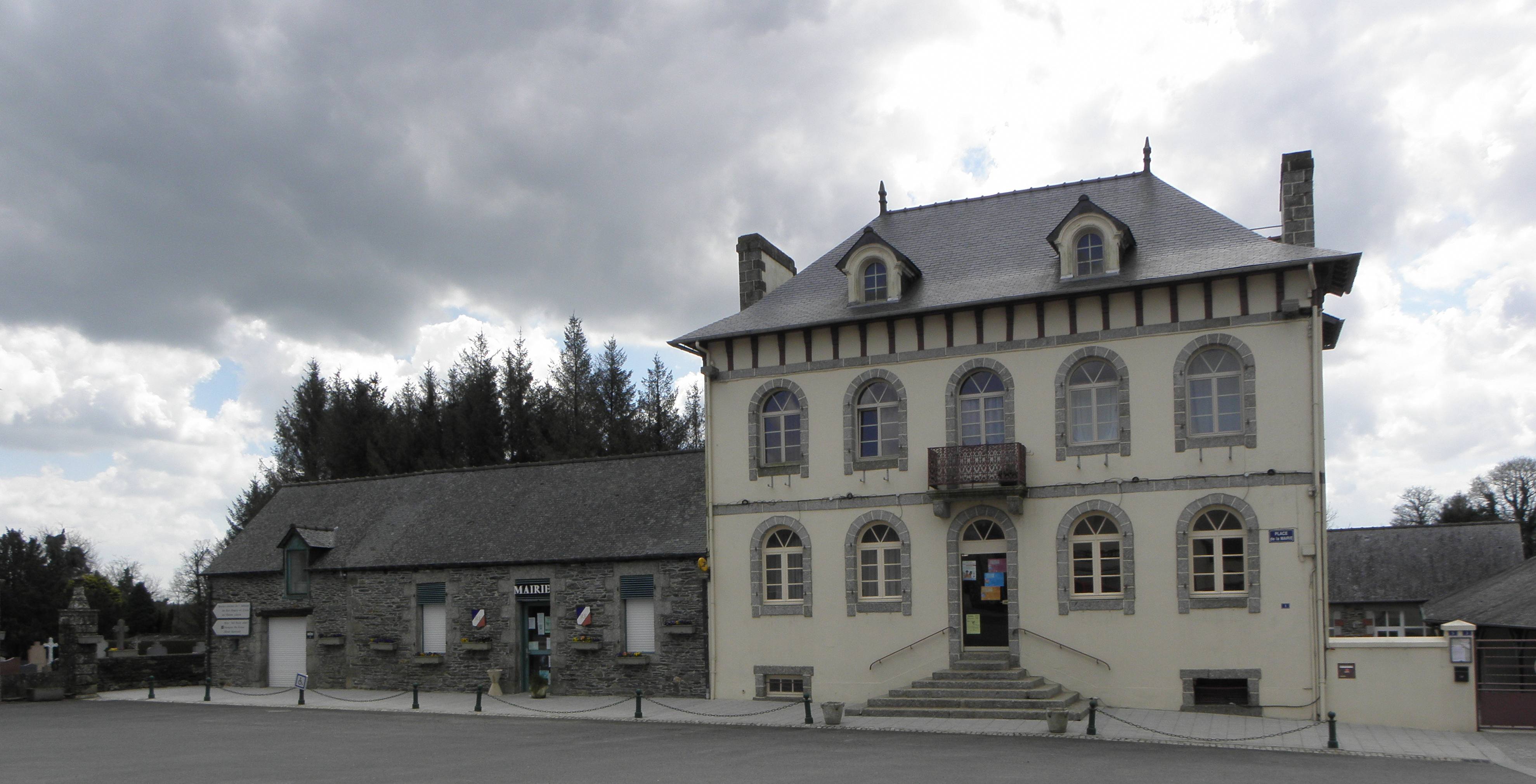
Мэрия
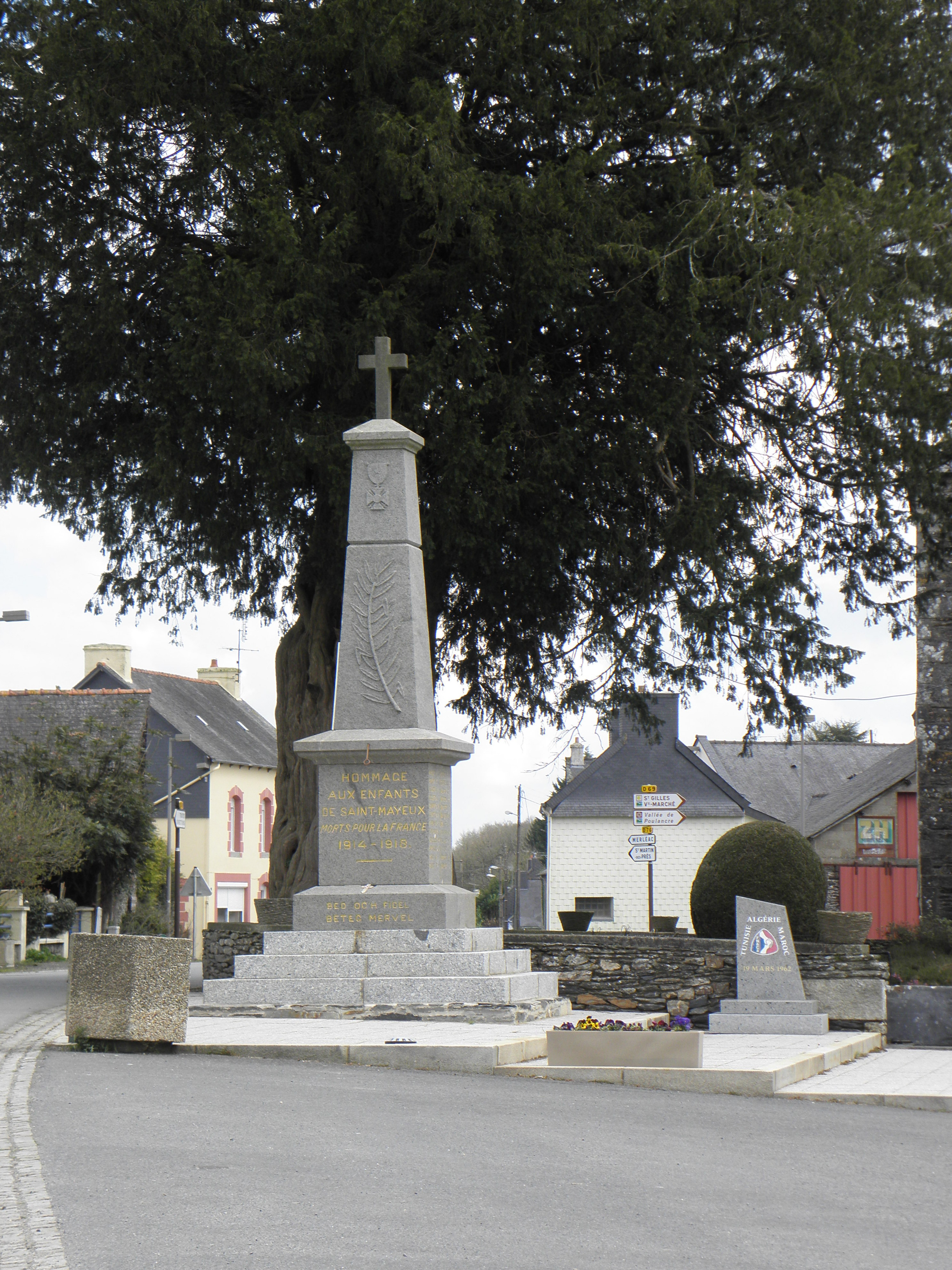
Военный мемориал